# Schlosskirche (Hannover)

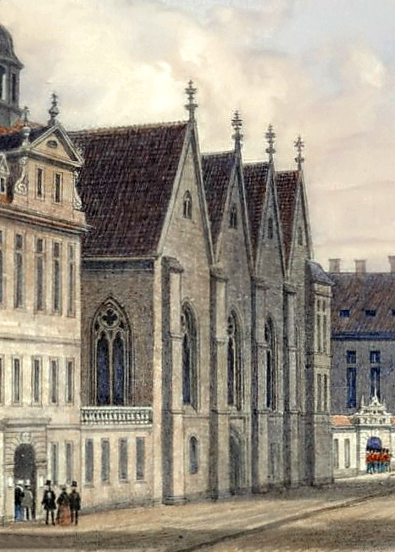
Schlosskirche um 1830, links das Leineschloss. Aquarell

Die Schlosskirche in Hannover war ursprünglich die Kirche des Minoritenklosters Hannover, die im 17. Jahrhundert zur Schlosskirche des Leineschlosses wurde. Nach Beschädigungen im Zweiten Weltkrieg wurde die Kirche beim Umbau des Schlosses zum Niedersächsischen Landtag beseitigt.

## Geschichte

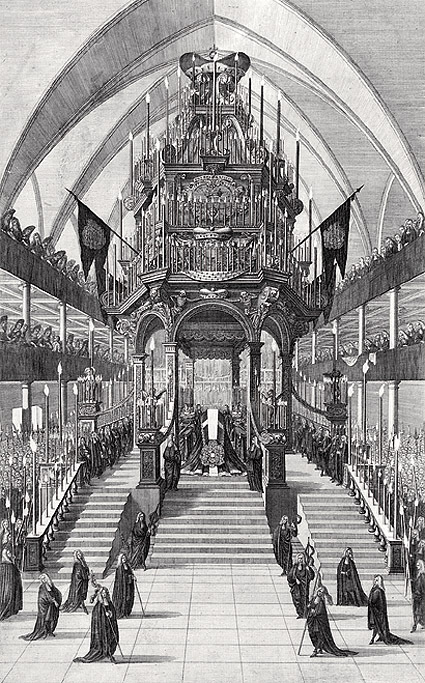
Kircheninnenraum bei der Begräbnisfeier für Kurfürst Ernst August, 1698

Der Kirchenbau wurde 1291 als Minoritenkirche St. Maria in der heutigen Leinstraße erbaut. Sie war Teil des Minoritenklosters der Franziskaner. Im ersten Drittel des 15. Jahrhunderts wurde die Kirche neu erbaut. 1533 mussten die Minoriten als Folge der Reformation die Stadt verlassen. Danach wurde das Kloster säkularisiert und die Klostergebäude hatten verschiedene Nutzungen, unter anderem diente die Kirche als Zeughaus. 
Nachdem Herzog Georg von Calenberg 1636 Hannover zu seiner Residenz erklärt hatte, wählte er das Gelände des ehemaligen Minoritenklosters für den Bau des Leineschlosses aus. Dafür wurden die noch vorhandenen Klostergebäude abgebrochen. Die Klosterkirche blieb erhalten und wurde zur Schlosskirche umgebaut. 1642 wurde sie als evangelisch-lutherische Hof- und Schlosskirche geweiht. Sie diente dem Hofstaat und den Regierungsmitgliedern als Gottesdienstraum. Erster Prediger war Justus Gesenius. Unter dem zur römisch-katholischen Kirche konvertierten Herzog Johann Friedrich wurde die Schlosskirche 1665 nach katholischem Ritus geweiht und von Kapuzinern betreut. Es kam zu einem Umbau mit Errichtung der Gruft, die zur Grablege der Welfen wurde. 1675 gelangte das Altargemälde von Lucas Cranach d. Ä. aus dem Einbecker Alexanderstift in die Kirche. 1677 nahm Niels Stensen als Weihbischof und Apostolischer Vikar für das Apostolische Vikariat des Nordens seinen Sitz an der Schlosskirche. Unter Ernst August, Herzog ab 1679, wurde die Kirche wieder lutherisch. Nach einem Brand kam es 1706 zu einem weiteren Umbau und 1839 schloss Georg Ludwig Friedrich Laves seine gotisierende Umgestaltung ab. 

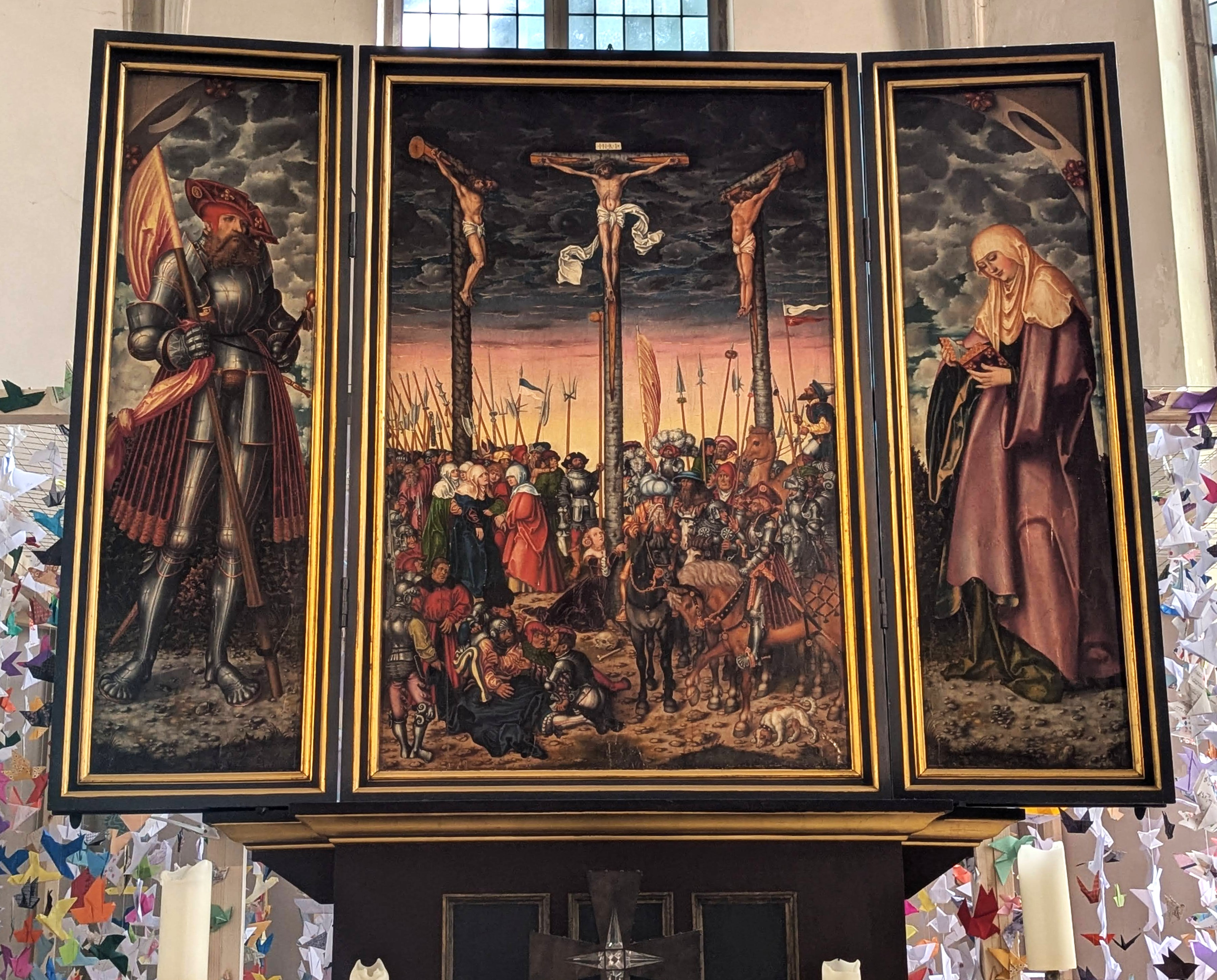
Cranach-Altar aus der Schlosskirche in der Kreuzkirche (2025)

Bei einem Luftangriff auf Hannover im Zweiten Weltkrieg wurde die Kirche 1943 stark beschädigt und nach dem Krieg beim Wiederaufbau des Leineschlosses zum Landtag abgetragen. Die Särge der Welfen-Herzöge aus der Gruft kamen ins Welfenmausoleum in Herrenhausen. Die Gemeinde der Schlosskirche erhielt für den Verlust eine Abfindung und zog 1960 in die Kreuzkirche um, die seither Schloss- und Stadtkirche St. Crucis heißt. Das Altargemälde von Lucas Cranach d. Ä. kam in die Kreuzkirche.